# Дерри, Шон
Шон Питэр Дерри (англ. Shaun Peter Derry; 6 декабря 1977, Ноттингем, Англия) — английский футболист, полузащитник, тренер.

## Биография
Начинал свою карьеру в «Ноттс Каунти» где и привлек внимания селекционеров «Шеффилд Юнайтед». В 1998 году был продан в «Шеффилд Юнайтед» за 700 тысяч фунтов стерлингов. За «Шеффилд Юнайтед» провел 72 матча в Чемпион-лиге и забил 1 гол в Кубке Англии. В 2000 году был продан в «Портсмут» за 300 тысяч фунтов стерлингов.
Провёл 2 сезона в составе «Портсмута». Во время сезона 2001/02 Дерри все реже стал попадать в основной состав, и был продан в «Кристал Пэлас» за 400 тысяч фунтов стерлингов. За время выступления в «Портсмуте» Дерри вышел на поле 49 раз и 1 раз отличился забитым мячом «Вест Бромвичу».
Дерри помог «Кристал Пэлас» вернуть себе место в премьер-лиге выйдя на поле за этот клуб 83 раза и забив 3 мяча. В 2004 году был отдан в аренду в «Ноттингем Форест». В 2005 году, после долгих раздумий всё-таки был продан в «Лидс Юнайтед».
После нескольких сыгранных матчей за «Ноттингем Форест», Дерри подписал контракт с «Лидс». Сумма сделки не разглашается. Первый гол забил в своём дебютном матче против «Вэст Хэма». Дерри стал регулярно попадать в основной состав в сезоне 2005/05, но его команда не смогла выйти в премьер-лигу, и произошла смена главного тренера.
В августе 2006 года Дерри продлил контракт с «Лидс Юнайтед» до лета 2009 года. Дерри снова постоянно выходил в основном составе в сезоне 2006/07, но в январе 2007 года получил серьёзную травму ахилла.
После травмы ему уже было тяжело вписаться в основной состав, и его сначала отдали в аренду, а потом и продали в клуб за которой он ранее выступал в «Кристал Пэлас».
Был назначен там капитаном после ухода бывшего капитана Марка Хадсона в «Чарльтон».
В сезоне 2009/10 в «КПР» ушёл главный тренер «Кристал Пэлас» Нил Уорнок в след за ним в «КПР» ушёл и Дерри.
В 2010 году на правах свободного агента подписал контракт с «Куинз Парк Рейнджерс».

## Достижения
«Кристал Пэлас»
- Чемпионат Футбольной лиги Англии: 2003/04 (плей-офф, выход в Премьер-лигу).

«Лидс»
- Чемпионат Футбольной лиги Англии: 2005/06 (плей-офф, 2 место).

«Куинз Парк Рейнджерс»
- Чемпионат Футбольной лиги Англии: 2010/11 (1 место, выход в Премьер-лигу).